# Edyth Walker
Edyth Walker, född den 27 mars 1867 i Hopewell, New York, död den 19 februari 1950 i New York, var en amerikansk operasångerska.
Edyth Walker utbildades vid Dresdens konservatorium. Hon var 1899–1903 anställd vid Wiens hovopera, 1903–1906 vid Metropolitan Opera House i New York, 1906–1912 vid stadsteatern i Hamburg och 1912–1917 vid Münchens hovopera. Edyth Walker hade en omfångsrik mezzosopranröst, som även behärskade altpartier. Hon uppbar med framgång Wagnerroller som Brünnhilde, Elisabeth, Ortrud, Kundry, Isolde och Brangäne samt i övrigt Orpheus, Fidelio, Donna Elvira i Don Juan, Valentine i Hugenotterna, Selika i Afrikanskan och Amneris i Aida med flera.